# Winnie Madikizela-Mandela
Nomzamo Winifred Zanyiwe "Winnie" Madikizela, cgt. Mandela (Mbizana, 26 settembre 1936 – Johannesburg, 2 aprile 2018), è stata una politica sudafricana, ex-moglie di Nelson Mandela. Fu per molti anni a capo dell'African National Congress Women's League ed è stata membro del Comitato Esecutivo Nazionale dell'ANC.

## Biografia
Nata da una famiglia di lingua xhosa - il suo nome, Nomzamo, significa dalla vita difficile - nel villaggio di eMbongweni appartenente alla municipalità locale di Mbizana (Capo Orientale), è ultima di otto sorelle; sua madre, Nomathamsanqa Mzaidume, era insegnante di economia domestica nella locale scuola e morì quando Winnie aveva solo otto anni. Dopo aver frequentato le scuole primarie prima a Bizna e poi a Shawbury, si diplomò alla Jan Hofmeyer School di Johannesburg. Svolse numerosi lavori nel bantustan del Transkei, dove incontrò nel 1956 l'attivista Nelson Mandela che allora svolgeva la professione di avvocato.
La sua reputazione fu danneggiata dalla retorica che mise in scena in discorsi come quello di Munsieville del 13 aprile 1986, nel corso del quale supportò la pratica del necklacing (bruciare vive le persone con copertoni e benzina) affermando che: "con le nostre scatole di fiammiferi e le nostre collane libereremo questo Paese". L'immagine di Winnie risultò definitivamente compromessa dopo le accuse mossele dalla sua guardia del corpo, Jerry Musivuzi Richardson, circa rapimenti e uccisioni.
Il 29 dicembre 1988 Richardson, allenatore del Mandela United Football Club (MUFC), il quale faceva da guardia del corpo della signora Mandela, rapì il quattordicenne James Seipei (conosciuto anche come Stompie Moeketsi) e altri tre giovani dalla casa del pastore metodista Paul Verryn, affermando di averli condotti in casa Mandela poiché il reverendo ne avrebbe abusato sessualmente. I quattro furono picchiati per far loro ammettere di aver avuto rapporti sessuali col pastore. Seipei fu invece accusato di essere un informatore e il suo corpo fu ritrovato il 6 gennaio 1989 in un campo con ferite da taglio alla gola.
Nel 1991 Madikizela-Mandela fu assolta da tutte le imputazioni eccetto il rapimento. La sua condanna a sei anni di carcere fu ridotta a una multa in ultimo grado di giudizio. Il rapporto finale della Commissione per la verità e la riconciliazione, pubblicato nel 1998, afferma che "la signora Winnie Madikizela Mandela è politicamente e moralmente responsabile delle gravi violazioni dei diritti umani commesse dal MUFC" e che ella "fu responsabile, per omissione, di gravi violazioni dei diritti umani". Nel 1992 fu accusata di aver ordinato l'uccisione del dottor Abu-Baker Asvat, un amico di famiglia che aveva visitato Seipei a casa Mandela quando vi era stato condotto prima di essere ucciso. Il ruolo della signora Mandela fu successivamente dimostrato nel corso delle udienze della Commissione per la verità e la riconciliazione nel 1997. Fu affermato che ella avrebbe pagato l'equivalente di 8.000 dollari e fornito le armi per l'omicidio che ebbe luogo il 27 gennaio 1989. Le udienze furono rinviate in base al sospetto che i testimoni fossero stati minacciati per ordine della Mandela.
Entrambi militanti dell'African National Congress, Winnie Mandela rinunciò alle proprie offerte di lavoro (come operatrice nel campo del sociale), per essere la moglie di un ergastolano condannato a seguito della sua attività contro l'apartheid, nonché la madre dei suoi figli. Secondo il vescovo Manas Buthelezi, il problema non fu il seguito di persone, bensì «il fatto che la sua vita comunicò alle persone più di quanto avrebbero potuto fare tutti i discorsi che avrebbe tenuto se anche lei non fosse stata messa al bando». I figli di Mandela non furono sottratti all'adolescenza riservata a ogni vittima sudafricana della segregazione razziale: scuola secondaria come limite massimo dell'istruzione, imbarazzo politico per le attività dei genitori, distacco precoce dalla famiglia e assenza di una vera patria.

## Film
- La vita di Winnie Mandela viene portata sul grande schermo nel 2011 grazie al film Winnie Mandela, scritto e diretto da Darrell Roodt, basato sulla biografia Winnie Mandela: A Life scritta da Anne Marie du Preez Bezdrob. Nel film, il ruolo di Winnie viene interpretato dall'attrice Jennifer Hudson.
- Due anni più tardi, è stata interpretata da Naomie Harris nella pellicola Mandela - La lunga strada verso la libertà, diretta da Justin Chadwick e tratta dall'autobiografia del marito.